# Oudrenne
Oudrenne är en kommun i departementet Moselle i regionen Grand Est (tidigare regionen Lorraine) i nordöstra Frankrike. Kommunen ligger i kantonen Metzervisse som tillhör arrondissementet Thionville-Est. År 2022 hade Oudrenne 730 invånare.

## Befolkningsutveckling
Antalet invånare i kommunen Oudrenne
| Referens: INSEE |